# 理夏德·库比亚克
理夏德·库比亚克（波蘭語：Ryszard Kubiak，1950年3月22日—2022年2月6日），波兰男子赛艇运动员。他曾代表波兰参加1972年、1976年和1980年夏季奥林匹克运动会赛艇比赛，其中1980年奥运会获得一枚铜牌。